# 黑龙庙 (邯郸)
黑龙庙，又称东大庙，位于河北省邯郸市磁县贾壁乡双合村偏西。

## 历史
黑龙庙历史悠久，始建时间无从考证，据当地县志可查最早为明正德六年（1511年）记载了当时修建了九天圣母龙王庙。距今已逾500年之久。到了明万历年重修，拜殿、侧殿均有石柱构件，主殿塌毁，后延续至今。此后，大庙历经多次遇毁重建或增光补建。明末的一次兵祸将大庙同其它庙宇，毁坏殆尽。清康熙五年（1666年），民众筹资重建黑龙庙，但是规模比原来的小很多。1993年当地重建了黑龙庙，门楼、碑亭于1997年新建。主殿、拜殿直接相连，形成一体。2005年，被公布为邯郸市第二批市级文物保护单位。

## 传说和文俗
当地还有关于黑龙爷“插刀下雨拔刀晴”的传说。相传古代遇到严重干旱的季节时，当地民众则会向黑龙爷求雨，场面十分宏达，久而久之形成了十年一次的民俗文化活动——黑龙庙的“大敬驾——黑龙爷出庙”。改文化项目，于2005年被列为邯郸市非物质文化遗产保护项目。